# Castle Romeo

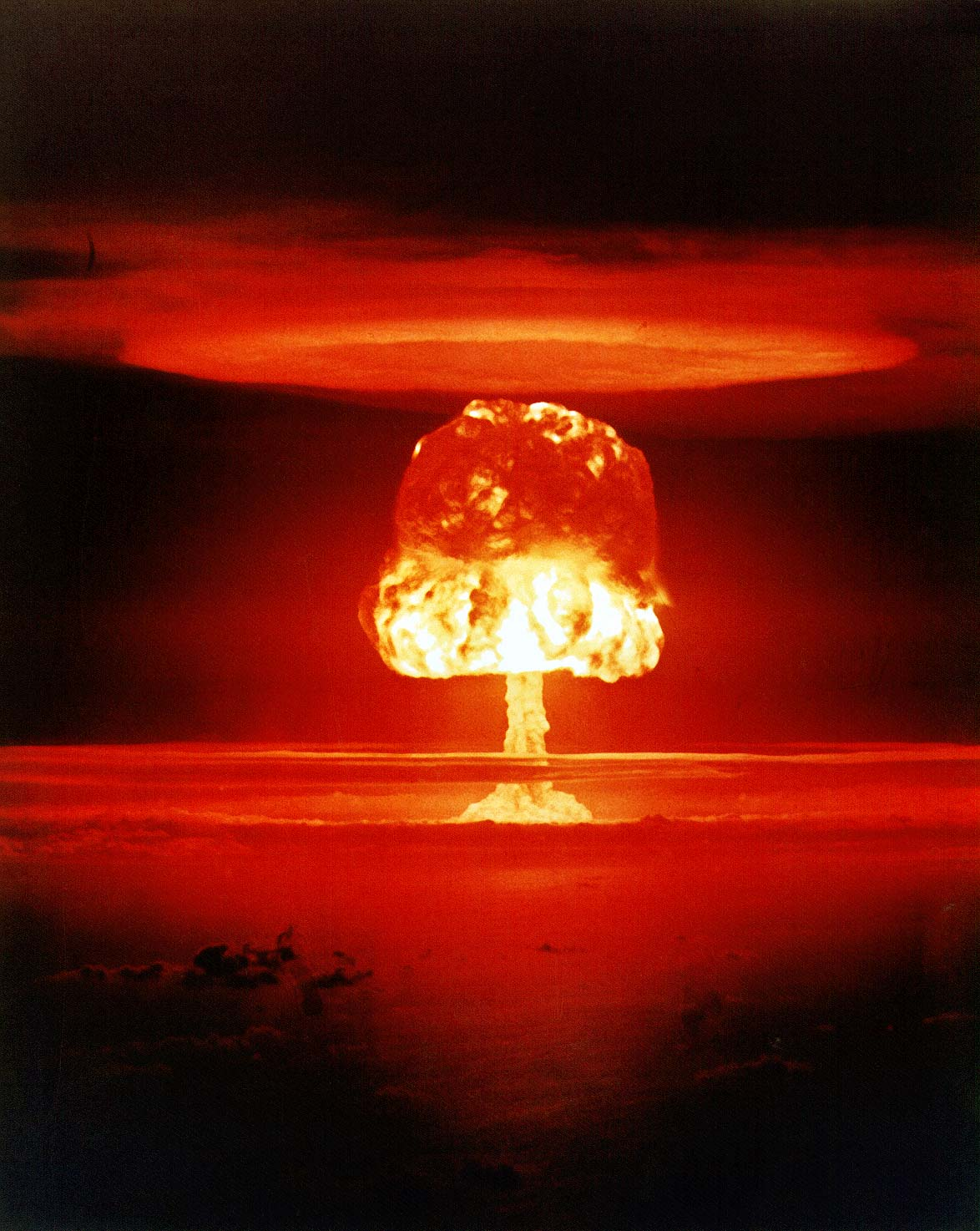
A nuvem de cogumelo do Castle Romeo.

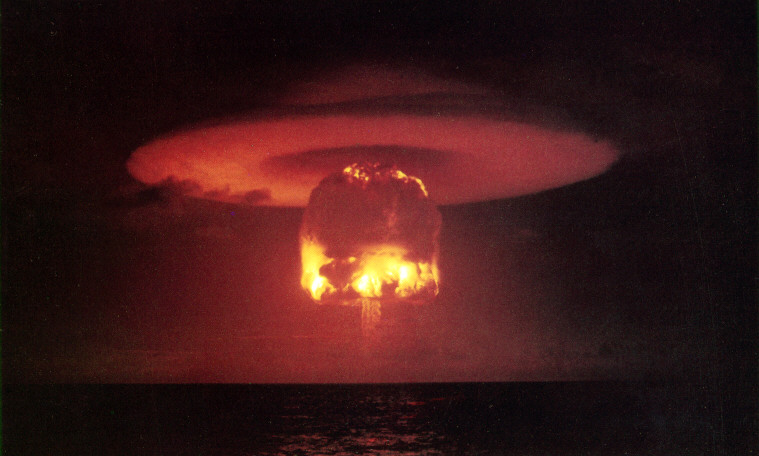
A mesma explosão vista de outro ângulo.

Castle Romeo foi uma bomba termonuclear, detonada no Atol de Biquíni durante a Operação Castelo conduzido pelos Estados Unidos da América, muito semelhante ao Castle Union, no qual se usou lítio seco, ao contrario da Ivy Mike.
Ele foi detonado em 27 de março de 1954; o teste foi adiado várias vezes por causa de um problema: todas as pequeninas ilhas Marshall foram obliteradas pelas explosões, e o Castle Romeo teve que ser detonado na cratera da ilha onde o Castle Bravo foi acionado.

## Rendimento
Como o teste Castle Bravo havia tido uma potência  2,5 vezes maior que o previsto, e o Castle Romeo era o irmão gêmeo do Bravo havia o risco de outro desastre termonuclear, o que realmente aconteceu: era previsto 3,5 megatons para o Romeo, porém o rendimento real foi de 11 megatons, se tornando o terceiro teste mais potente dos EUA
O teste provou que deveriam atualizar as técnicas de previsões dos rendimentos termonucleares.